# Lilium rockii
Lilium rockii är en liljeväxtart som beskrevs av Ru Huai Miao. Lilium rockii ingår i släktet liljor, och familjen liljeväxter. Inga underarter finns listade.